# Elaphoglossum rupestre
Elaphoglossum rupestre är en träjonväxtart som först beskrevs av Karst., och fick sitt nu gällande namn av Christ. Elaphoglossum rupestre ingår i släktet Elaphoglossum och familjen Dryopteridaceae. Inga underarter finns listade.